# Kanal Saratjinskij
Kanal Saratjinskij (ryska: Канал Сарачинский) är en kanal i Belarus. Den ligger i voblasten Minsks voblast, i den centrala delen av landet, 130 km söder om huvudstaden Minsk.
Omgivningarna runt Kanal Saratjinskij är en mosaik av jordbruksmark och naturlig växtlighet. Runt Kanal Saratjinskij är det ganska glesbefolkat, med 22 invånare per kvadratkilometer.